# Овчинников, Лев Павлович
Лев Па́влович Овчи́нников (21 января 1943, пос. Тучково, Московская область — 29 сентября 2020, Пущино, Московская область) — советский и российский биохимик. Академик РАН (1997, член-корреспондент АН СССР с 1987), доктор биологических наук, заслуженный профессор МГУ (1999), заведующий кафедрой молекулярной биологии Пущинского филиала МГУ вплоть до ликвидации филиала в 2013 году.

## Биография
Родился в поселке Тучково Московской области.
В 1965 году окончил биологический факультет Московского государственного университета. В 1969 году защитил кандидатскую диссертацию на тему: «Изучение комплексов информационной РНК с белком (информосом)», в 1981 году — докторскую на тему: «Информосомы и РНК-связывающие белки эукариотических клеток».
Место работы: в 1968—1972 годах работал младшим научным сотрудником; в 1972—1981 годах — старшим научным сотрудником; с 1981 года — зав. лабораторией регуляции биосинтеза белка, с 1988 по 2001 год — зам. директора, в 2001—2015 гг. — директор Института белка РАН в г. Пущино, затем — главный научный сотрудник Института белка.
В 1987 году избран членом-корреспондентом Академии наук СССР по отделению биохимии, биофизики и химии физиологически активных соединений (молекулярная биология), в 1997 году — действительным членом РАН по отделению биологических наук, специализация «физико-химическая биология»
Член бюро Отделения биологических наук РАН.
Член Президиума Пущинского научного центра РАН.
Член Совета по молекулярной биологии и генетике Отделения биологических наук РАН.
Член президиума Общества биохимиков и молекулярных биологов РФ.
Член Американского общества биохимиков и молекулярных биологов (ASBMB).
Иностранный член Американского общества биохимии и молекулярной биологии (ASBMB).
Семья: жена Овчинникова Альбина Борисовна — биолог. Дети: Овчинников Илья Львович, кандидат физико-математических наук, сотрудник МГУ; Овчинникова Наталья Львовна — зоолог.

## Научная деятельность
Области научных интересов: Молекулярная биология, белковый синтез и его регуляция у эукариот; биогенез и рибонуклеопротеидная (информосомная) организация матричных рибонуклеиновых кислот (мРНК) эукариот; раковая трансформация клеток, их метастазирование и множественная лекарственная устойчивость.
Л. П. Овчинников исследовал физико-химические свойства информосом (мРНП), их белковый состав и распространение в эукариотах, доказал их предсуществование в клетке, смоделировал их образование in vitro (1968—1977).
Открыл, выделил и исследовал РНК-связывающие белки эукариотических клеток (1968—1983). Показал компартментализацию белков эукариотического аппарата трансляции на полирибосомах (1980—1987). Обнаружил принципиально новый механизм регуляции биосинтеза белка, основанный на изменении степени компартментализации белков аппарата трансляции (1984—1990).
Исследовал основной структурный белок мРНП — р50. Установил принадлежность этого белка к древнему мультифункциональному семейству белков с доменом «холодового шока» и его идентичность Y-бокс связывающему фактору транскрипции YB-1. Исследовал влияние YB-1 на активность мРНК в белковом синтезе и на время жизни мРНК в клетке. Установил особенности организации активных и неактивных в трансляции комплексов YB-1 с мРНК. Показал участие YB-1 в структурных переходах нуклеиновых кислот и в ассоциации мРНК с актиновым и тубулиновым цитоскелетами (1990—2003, 2006—2008).
Обнаружил и исследовал специфические механизмы регуляции синтеза YB-1 под действием YB-1 и РАВР (2003—2008).
Выяснил механизм раковой трансформации клеток по PI3K/Akt сигнальному пути и объяснил механизм антионкогенного действия YB-1 в этом процессе (2006). Обнаружил влияние YB-1 на клеточный фенотип, заключающееся в превращении под действием YB-1 эпителиальных клеток в мезенхимальные (2009). Показал, что содержание YB-1, его ядерно-цитоплазматическое распределение и количество его мРНК в клетке могут служить ранними и универсальными маркерами многофакторной множественной лекарственной устойчивости раковых клеток и метастатической активности опухолей, а YB-1 является перспективной мишенью для новых антираковых препаратов (2003—2009).
Обнаружил способность YB-1 формировать обратимые амилоидные фибриллы (2010—2012). В опытах на животных модельных системах показал потенциальную возможность использования YB-1 в качестве лекарственного средства против болезни Альцгеймера (2013—2017).
Редактор ежегодника «Успехи биологической химии» и член редколлегии журнала «Биохимия».
Организатор и руководитель научной школы «Биосинтез белка и его регуляция у эукариот». Подготовил около 20 кандидатов наук.

## Награды и премии
- Ленинская премия (1976) — за работы по исследованию информосом.
- Медаль «За трудовую доблесть».

## Основные работы
Автор около 250 научных публикаций.
- Овчинников Л. П., Спирин А. С. Рибонуклеопротеидные частицы цитоплазматических экстрактов животных клеток // Успехи современной биологии. — 1971. — T. 71, № 1. — C. 3—17.
- Трансляционный контроль белкового синтеза в онтогенезе и возможная функция информосом // Ведущие факторы онтогенеза. — Киев. — 1972. — C. 167—183.
- Овчинников Л. П., Скабкин М. А., Рузанов П. В., Евдокимова В. М. Мажорные белки мРНП в структурной организации и функционировании мРНК в клетках эукариот // Молекулярная биология. — 2001. — T. 35, № 4. — C. 548—558.
- Овчинников Л. П., Скабкин М. А., Скабкина О. В. Мультифункциональные белки с доменом холодового шока в регуляции экспрессии генов // Успехи биологической химии. М., 2004. Т. 44;
- Ким Е. Р., Овчинников Л. П., Сорокин А. В. Ядерно-цитоплазматический транспорт белков // Успехи биологической химии. М., 2007. Т. 47;
- Ким Е. Р., Овчинников Л. П., Сорокин А. В. Протеасомная система деградации и процессинга белков // Успехи биологической химии. М., 2009. Т. 49;
- Y-Бокс-связывающий белок 1 (YB-1) и его функции // Успехи биологической химии. М., 2011. Т. 51 (в соавт.).